# Sandweiler
Sandweiler est une localité luxembourgeoise et le chef-lieu de la commune portant le même nom située dans le canton de Luxembourg.
Au 1er janvier 2018, la commune dénombre 3 642 habitants.

## Géographie

### Localisation
La localité est située au sud-ouest de la commune et à l’est de la ville de Luxembourg, à 5 km du centre-ville. La commune est entourée de forêts.
La localité abrite aussi un cimetière militaire allemand.

### Sections de la commune
- Findel
- Sandweiler (siège)

### Voies de communication et transports
La commune héberge l'aéroport de Luxembourg-Findel, seul aéroport international du Grand-duché et vingt-septième aéroport de fret au monde en 2010, situé au nord-ouest de la commune.
Sandweiler est traversée par l'autoroute A1 et par les routes nationales N1 qui dessert l'aéroport, N2 qui contourne le centre de la localité et N28.
La commune est desservie par les autobus de la ville de Luxembourg (AVL) pour la desserte de l'aéroport et par le Régime général des transports routiers (RGTR).

## Politique et administration

### Liste des bourgmestres
| Identité                          | Période         | Période         | Durée                     | Étiquette |
| Identité                          | Début           | Fin             | Durée                     | Étiquette |
| --------------------------------- | --------------- | --------------- | ------------------------- | --------- |
| Michel Altmann (d)                | 1830            | 1845            | 15 ans                    |           |
| Samson Godchaux (d) (1811 - 1887) | 1846            | 1862            | 16 ans                    |           |
| Jean Weicker (d)                  | 1862            | 1872            | 10 ans                    |           |
| Paul Godchaux (d) (1844 - 1888)   | 1873            | 1873            | moins d’un an             |           |
| Nicolas Mousel (d)                | 1874            | 1888            | 14 ans                    |           |
| Mathias Mousel (d)                | 1889            | 1889            | moins d’un an             |           |
| Emile Fischer (d)                 | 1891            | 1902            | 11 ans                    |           |
| Jacques Mousel (d)                | 1903            | 1907            | 4 ans                     |           |
| Jean Mousel (d)                   | 1907            | 1917            | 10 ans                    |           |
| Pierre Hentzen (d)                | 1918            | 1926            | 8 ans                     |           |
| Nicolas Birkel (d)                | 1927            | 1934            | 7 ans                     |           |
| Emile Hentzen (d)                 | 1935            | 1945            | 10 ans                    |           |
| Joseph Reichling (d)              | 1946            | 1957            | 11 ans                    |           |
| Pierre Birkel (d)                 | 1957            | 1963            | 6 ans                     |           |
| Josy Gardulal (d)                 | 1964            | 1965            | 1 an                      |           |
| Henri Majerus (d)                 | 1966            | 1978            | 12 ans                    |           |
| Pierre Schmitt (d)                | 1979            | 1991            | 12 ans                    |           |
| Alphonse Massard (d)              | 1991            | 1993            | 2 ans                     |           |
| Charles Unsen (d)                 | 1994            | 1999            | 5 ans                     | LSAP      |
| John Breuskin (d)                 | 2000            | 2009            | 9 ans                     | CSV       |
| Charles Unsen (d)                 | 2009            | 26 octobre 2011 | 2 ans                     | LSAP      |
| John Breuskin (d)                 | 27 octobre 2011 | 5 février 2015  | 3 ans, 3 mois et 9 jours  | CSV       |
| Simone Massard-Stitz (d)          | 6 février 2015  | En cours        | 10 ans, 1 mois et 8 jours | CSV       |

- Source : « Tableau chronologique des bourgmestres de la commune de Sandweiler », sur sandweiler.lu (consulté le 29 janvier 2021).

## Population et société

### Démographie
L'évolution du nombre d'habitants est connue à travers les recensements de la population effectués dans le pays depuis 1821. Les recensements décennaux de la population permettent de caler les chiffres sur la composition de la population par sexe, âge, nationalité et commune de résidence. Entre deux recensements, la population au 1er janvier de l’année {\displaystyle x} est évaluée en ajoutant à la population au 1er janvier de l’année {\displaystyle x-1} les soldes naturel (naissances {\displaystyle -} décès) et migratoire (arrivées {\displaystyle -} départs) de l'année. La même méthode est appliquée pour la répartition par âge au 1er janvier et les effectifs totaux par nationalité. Depuis le 1er septembre 2023, le Luxembourg dénombre 100 communes.
Au 1er janvier 2024, la commune comptait 3 797 habitants.
| 1821 | 1851 | 1871 | 1880 | 1890 | 1900 | 1910 | 1922 | 1930 |
| ---- | ---- | ---- | ---- | ---- | ---- | ---- | ---- | ---- |
| 468  | 855  | 937  | 938  | 855  | 942  | 849  | 881  | 924  |

| 1935 | 1947 | 1960  | 1970  | 1978  | 1979  | 1981  | 1983  | 1984  |
| ---- | ---- | ----- | ----- | ----- | ----- | ----- | ----- | ----- |
| 939  | 895  | 1 120 | 1 927 | 2 009 | 2 043 | 2 028 | 2 020 | 2 030 |

| 1985  | 1986  | 1987  | 1988  | 1989  | 1990  | 1991  | 1992  | 1993  |
| ----- | ----- | ----- | ----- | ----- | ----- | ----- | ----- | ----- |
| 2 080 | 2 070 | 2 090 | 2 124 | 2 117 | 2 116 | 2 020 | 2 058 | 2 084 |

| 1994  | 1995  | 1996  | 1997  | 1998  | 1999  | 2000  | 2001  | 2002  |
| ----- | ----- | ----- | ----- | ----- | ----- | ----- | ----- | ----- |
| 2 140 | 2 144 | 2 162 | 2 222 | 2 250 | 2 370 | 2 385 | 2 577 | 2 665 |

| 2003  | 2004  | 2005  | 2006  | 2007  | 2008  | 2009  | 2010  | 2011  |
| ----- | ----- | ----- | ----- | ----- | ----- | ----- | ----- | ----- |
| 2 758 | 2 849 | 2 893 | 2 974 | 3 012 | 3 111 | 3 099 | 3 150 | 3 137 |

| 2012  | 2013  | 2014  | 2015  | 2016  | 2017  | 2018  | 2019  | 2020  |
| ----- | ----- | ----- | ----- | ----- | ----- | ----- | ----- | ----- |
| 3 219 | 3 306 | 3 405 | 3 478 | 3 450 | 3 592 | 3 642 | 3 676 | 3 698 |

| 2021  | 2022  | 2023  | 2024  | - | - | - | - | - |
| ----- | ----- | ----- | ----- | - | - | - | - | - |
| 3 659 | 3 712 | 3 751 | 3 797 | - | - | - | - | - |

Pour des raisons techniques, il est temporairement impossible d'afficher le graphique qui aurait dû être présenté ici.

### Sport
Sandweiler comporte un club de Foot, l'U.S. Sandweiler, qui joue au Stade Norbert Hübsch, et nous pouvons également trouver un club de tennis, le TC Sandweiler. Guillermo Minutella, 387e au classement ATP dans sa carrière, est professeur de ce club.

## Culture locale et patrimoine

### Lieux et monuments

#### Aéroport du Findel
Le Luxembourg est situé géographiquement au centre de l’Europe. Dans ce contexte, son rôle stratégique dans les voies des communications aériennes est reconnu par l’Organisation de l'aviation civile internationale (OACI) comme nécessaire au trafic aérien mondial. Dans ce cadre, elle a connu une multitude de transformations depuis sa création. L’aéroport est principalement connecté à la commune de Sandweiler et joue un rôle crucial dans son développement.
L’aéroport lui-même se situe à 6 km de la capitale (Luxembourg) et fut construit sur un plateau dégagé situé à une altitude de 377 m. Elle est dotée d’une accessibilité facile par de nombreux réseaux routiers respectivement les autoroutes A1, A6 et A3 en direction de l’Allemagne, de la France et de la Belgique.
Le Grand-Duché du Luxembourg commença à s’impliquer dans l’aviation relativement tôt. En 1909 une trentaine d’amateurs se réunirent afin de fonder l’actuel Aéro Club du Grand-Duché du Luxembourg à Mondorf-les-Bains. C’est sous la supervision de cette association qu’un premier champ d’aviation fut aménagé et que le premier meeting aérien luxembourgeois fut organisé en 1910. Depuis cette date l’aviation de Luxembourg a connu une ascension fulgurante dans le développement de l’aviation et du tourisme.
La loi du 19 mars 1937 autorisa le Gouvernement à aménager un aéroport à Sandweiler au lieu-dit « Findel ». Par contre, la construction de l’infrastructure eut seulement lieu après la Seconde Guerre mondiale en 1946 avec la contribution de l’armée américaine. Dans le même période, un aérodrome pour avions de sport et de tourisme fut aménagé à Esch-sur-Alzette, mais celui-ci dut être supprimé en 1954 pour des raisons d’urbanisation. Il a été remplacé en 1955 par l’aérodrome de Wiltz-Noertrange dans les Ardennes luxembourgeoises.
Les travaux de construction, commencés le 12 août 1946, s’achèveront la même année. L’aéroport est ouvert au trafic fin 1946. À cette époque, le bâtiment principal se constitue d’une simple structure en bois qui fut aménagée les années suivantes. L’aviation commerciale connaitra ses débuts avec Luxembourg Airlines qui fut établi le 4 septembre 1948. Durant l’année suivante une restructuration administratrice place l’aéroport sous la tutelle du Ministère des Transports qui va par la suite procéder à sa réorganisation.
En 1955, on assiste à une allongement de la piste principale qui était antérieurement d’une longueur de 2 000 m et fut étendue de ce fait à 2 830 m. En 1962, la Luxembourg Airlines est renommé Luxair qui restera le nom porté par la compagnie jusqu’à nos jours. À la suite d’une demande de restructuration due à l’intensité croissante du trafic aérien et des progrès techniques de l’aviation, un plan d’aménagement général de l’aéroport est mis en œuvre en 1968 afin de construire une nouvelle aérogare et étendre la piste principale à 4 000 m, ce n’est pourtant qu'en 1981 que le gouvernement passe le projet de construction. En 1970, la création de l’agence de transport de fret Cargolux ouvre un nouveau marché au Luxembourg. En 1990, une nouvelle tour de contrôle fut construite qui succède à celle des années 1980 qui était devenu obsolète.
Le terminal B « petits porteurs » était totalement fonctionnel depuis 2004. La construction du terminal A a été achevée en 2008 et ce terminal a été mis en service le 21 mai 2008 et le terminal B a été démoli pour faire place à une passerelle entre les deux terminaux.

#### L'église
La mise en place de la première église de Sandweiler n'est pas historiquement connue. Lorsque le comte Sigefroid construisit son château en 963, il l’érigea dans l'intersection de quatre anciennes paroisses rurales : Hollerich, Sandweiler, Schuttrange et Weimerskirch. Il est supposé que Sandweiler faisait partie de l’Église Francs qui en l’an mille fut établie en tant que paroisse indépendante. De la donation faite par Conrad Ier de Luxembourg en 1083 avant de partir en Terre sainte, il accorde à la paroisse l’utilisation de la forêt et de divers terrains dans les environs du village de Sandweiler. L’église fut reconnue officiellement par le pape  Honorius II en même temps que 25 autres églises autour du Luxembourg. L’archevêque de Trêves reçut la responsabilité de ces églises paroissiales.
Jusque vers 1758 l’église de Sandweiler et son cimetière se situaient dans le "Stawee" plus précisément au lieu-dit "Ale Kiirfecht". Les sources ne permettent pas d’affirmer si l’édifice de l’église paroissiale fut la première église de Sandweiler due majoritairement à sa taille qui était largement moindre que l’église actuelle. À cette époque les limites territoriales de la paroisse s’étendaient jusqu’à l’Alzette et rejoignaient Clausen pour longer la vallée de Neudorf et rejoindre le Senningerberg. Le village Hamm appartenait à la paroisse de Sandweiler jusque dans les alentours de 1867 ;  leurs défunts étaient enterrés au cimetière de l’église. Le village de Hamm depuis 1803 voulut une indépendance paroissiale vis-à-vis de Sandweiler, qui lui fut refusée par le conseil communal jusqu'en 1867 où Hamm reçut finalement le statut de paroisse en restant tout de même sous l’hégémonie de la commune de Sandweiler jusqu’en 1873.
La pose de la première pierre de l’église paroissiale actuelle de Sandweiler a eu lieu le 28 mars 1758 et la construction fut terminée le 19 novembre 1759. Après la construction d’un mur d’enceinte autour du cimetière, un tilleul et un frêne furent plantés à l’entrée ouest. Les deux arbres furent abattus en 1972. Lors de la construction de l’église, celle-ci fut dotée de deux cloches. Deux cloches supplémentaires furent ajoutées en 1847 et quatre autres cloches en 1958, dont la bénédiction eut lieu le 3 août de la même année.  La structure intérieure et extérieure de l’église connut certaines modifications en 1876. En effet, l’église elle-même fut agrandie avec un nouveau vitrail au côté est et le cimetière de la partie sud du terrain fut agrandi. À l’intérieur, le chœur fut bâti. En 1884, une horloge est mise en place dans la tour, ainsi que l’orgue Muller en 1906. L’église subit de nombreuses modifications et restructurations entre 1973 et 1975. Dans un premier temps, l’église fut restaurée puis sa tour fut allongée d'un mètre quatre-vingts. En 1988, une nouvelle horloge est installée.
L’église paroissiale de Sandweiler voue son culte à la Sainte Trinité. Dès lors, chaque année, jusqu’en 1749, la kermesse fut célébrée le jour de la Sainte-Trinité. De nos jours, la fête du village est un événement important pour les habitants du village et ils fêtent le premier dimanche après la Saint-Martin en novembre chaque année.

### Personnalités
- Emile Hemmen (1923-2021), poète-écrivain.
- Jempy Drucker (né en 1986), coureur cycliste.

### Sources primaires
- Luxembourg, Archives nationales de Luxembourg, Section ancienne (0762-1795), Fonds anciens, Fondation de l'abbaye de Munster, Cote : A-XXXVI-001
- Luxembourg, Archives nationales de Luxembourg, Section ancienne (0762-1795), Fonds anciens, Incorporation de la cure de Sandweiler (1210), Cote : A-XXXVI-012
- Luxembourg, Archives nationales de Luxembourg, Section ancienne (0762-1795), Fonds anciens, Cession de la cure de Sandweiler (1210), Cote: A-XXXVI-013